# Splashdown
Splashdown is een racespel voor Xbox en Playstation 2, uitgebracht in 2001, door Atari. Het spel werd ontwikkeld door Rainbow Studios.

## Spelbesturing
In het spel neemt de speler deel aan een jetski-race waarbij hij binnen een voorgedefinieerde tijd een parcours moet afleggen. Tijdens de race dient hij nog stunts uit te voeren. Er worden straffen uitgedeeld indien de speler niet de juiste route volgt, een baai langs de verkeerde kant neemt, van zijn skijet valt...  
De speler kan kiezen uit 8 personages, maar een aantal van hen kunnen pas geselecteerd worden nadat de speler een bepaald doel in het spel heeft bereikt. Vandaar dat het spel op de interne harde schijf of op een geheugenstick spelgegevens bewaart.

## Locaties
De wedstrijden gaan door in bestaande rivieren, meren, wateren, plaatsen: Maui kust, Three Rivers Park District, Everglades, Madrid, Mission Bay, Rijn, Groot Barrièrerif, Seoel, Quilotoa, Nice, Loch Ness, Kuta, Tokio,  Nijl, Zuid-Korea, Venetië, Beringstraat, Amazone en Havasu-meer.

## Muziek
Tijdens het spel wordt gebruikgemaakt van bestaande muzieknummers.
- Sum 41 - "Rhythms"
- Sum 41 - "All She's Got"
- Blink-182 - "The Rock Show"
- Smash Mouth - "All Star"
- SR-71 - "Right Now"
- KMFDM - "Son Of A Gun"
- Otis - "Hold Your Breath"
- The Groovie Ghoulies - "Graceland"
- The Groovie Ghoulies - "Chupa Cabra"
- The Donnas - "You'Ve Got A Crush On Me"
- The dude - "Rock Da Juice"
- New Found Glory - "Hit or Miss"